# Symplocodes juxtaridleyi
Symplocodes juxtaridleyi är en kackerlacksart som beskrevs av Roth, L. M. 1995. Symplocodes juxtaridleyi ingår i släktet Symplocodes och familjen småkackerlackor.
Artens utbredningsområde är Thailand. Inga underarter finns listade i Catalogue of Life.